# Rue Jeanne-d'Arc (Nantes)
Pour les articles homonymes, voir Rue Jeanne-d'Arc.
La rue Jeanne-d'Arc est une voie de Nantes, en France.

## Situation et accès
La rue, marquant la limite entre les quartiers du centre-ville et celui de Hauts-Pavés - Saint-Félix, est bitumée, ouverte à la circulation automobile. Rectiligne et longue de 230 mètres, elle relie la rue Paul-Bellamy à la place Saint-Similien. Elle rencontre successivement les rues Talensac, Moquechien et Basse-Porte.

## Origine du nom
Elle rend honneur à Jeanne d'Arc.

## Historique
La rue Jeanne-d'Arc remplaça une ancienne artère nommée « rue Moquechien » (à ne pas confondre avec la rue homonyme que l'on appelait à l'époque « ruelle Moquechien », qui se trouve à proximité), qui fut aussi appelée « rue Basse-Porte ».
Le nom de « Moquechien » viendrait de la déformation d'une demeure, la « maison de Mocchien », dont le propriétaire était originaire des Moutiers-en-Retz. Un acte de sépulture du 22 mai 1764 relate en effet le décès d'une Demoiselle Anne Tessier, veuve Guérin de la Branche, décédée dans cette maison.
En 1774, la rue n’était qu’une voie étroite, ouverte sur une tenue que l’on nommait « Tenue de la Tombe », et qui appartenait alors à l'écuyer Jean Mérot ; celui-ci en fit cession à la Ville, vers 1825, laquelle y construit un abattoir public inauguré en 1829. Son nom actuel lui a attribué le 2 avril 1892. 
Ces abattoirs, rasés en 1934, seront remplacés par l'actuel marché de Talensac, inauguré en 1937, qui borde le tronçon nord-est de la rue.